# Hendrik van der Geld
Hendrik van der Geld (Elshout, 9 november 1838 - 's-Hertogenbosch, 8 november 1914) was een beeldhouwer die vooral actief was ten dienste van neogotische kerkinterieurs.
Hendrik was de zoon van Adriaan van der Geld, die landbouwer en winkelier was, en Johanna van Leiden. Hij trouwde in 1877 met Maria Catharina Josephina Marto, die fabrikantendochter was. Ze kregen een zoon, Adrianus Maria, die op 4 april 1878 geboren werd te 's-Hertogenbosch.
Reeds op jonge leeftijd bekwaamde hij zich in de houtsnijkunst, en zijn talent werd ontdekt door de huisarts van het gezin. Hij won prijzen bij diverse wedstrijden en werd daartoe ook in Elshout gehuldigd. Hij ging in de leer bij atelier Goossens in 's-Hertogenbosch, volgde aldaar de School voor Beeldende Kunsten en van 1863-1870 de Academie voor Beeldende Kunsten te Antwerpen. Na zijn studie ging hij werken aan de Sint-Janskathedraal te 's-Hertogenbosch en in 1872 begon hij een eigen atelier. In 1877 ging hij in een groot huis met atelier aan de Oude Dieze 6 te 's-Hertogenbosch wonen. Dit huis toonde tal van neogotische vormen en het devies: Arbeyd sere voert tot eere.
Van der Geld werkte vooral voor de neogotische kerken in het Bisdom 's-Hertogenbosch en in het aangrenzende Rijnland. Hij werd in 1913 benoemd tot ridder in de Orde van de Nederlandse Leeuw.
Na 1914 zette zijn zoon Adriaan het werk voort tot zijn dood in 1938. Hij ging daarbij de laatste jaren een samenwerkingsverband aan met het Atelier Van Bokhoven en droeg zelf steeds minder bij aan de creatieve arbeid. De naam van het atelier ging dan ook achteruit.
Kritiek op de werkwijze van ateliers zoals dat van Van der Geld betrof de min of meer fabrieksmatige productie, waarbij arbeidsdeling een aanzienlijke rol speelde. Ook het kopiëren in iedere gewenste grootte van gipsmodellen droeg niet bij aan de creativiteit.Ondanks dit alles ondervinden de werken die uit het atelier van Van der Geld zijn voortgekomen nog altijd waardering.

## Galerij

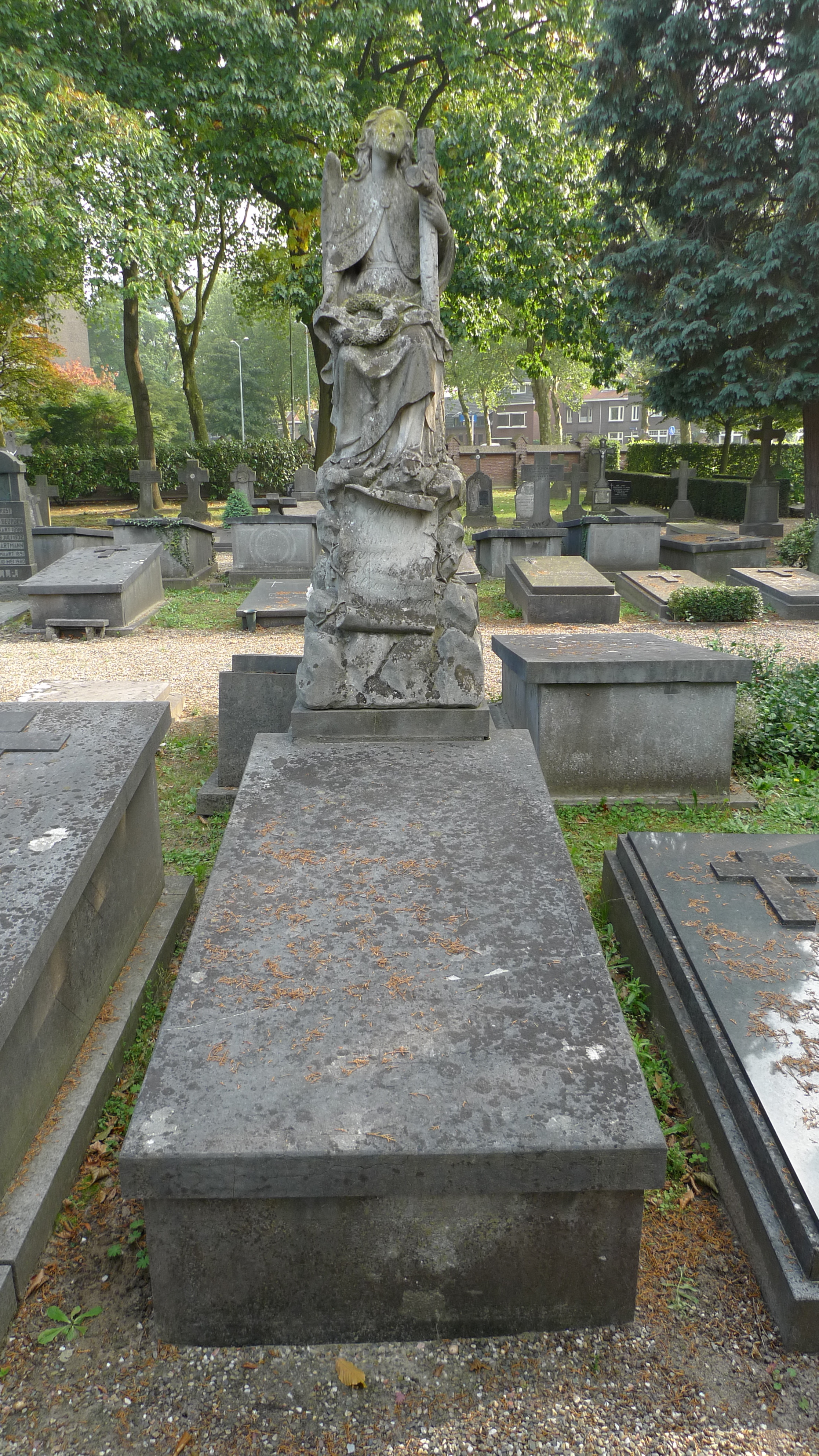
Grafmonument (ca. 1875-1900) van de familie Marto op de begraafplaats Sint-Catharinakerk (Eindhoven)
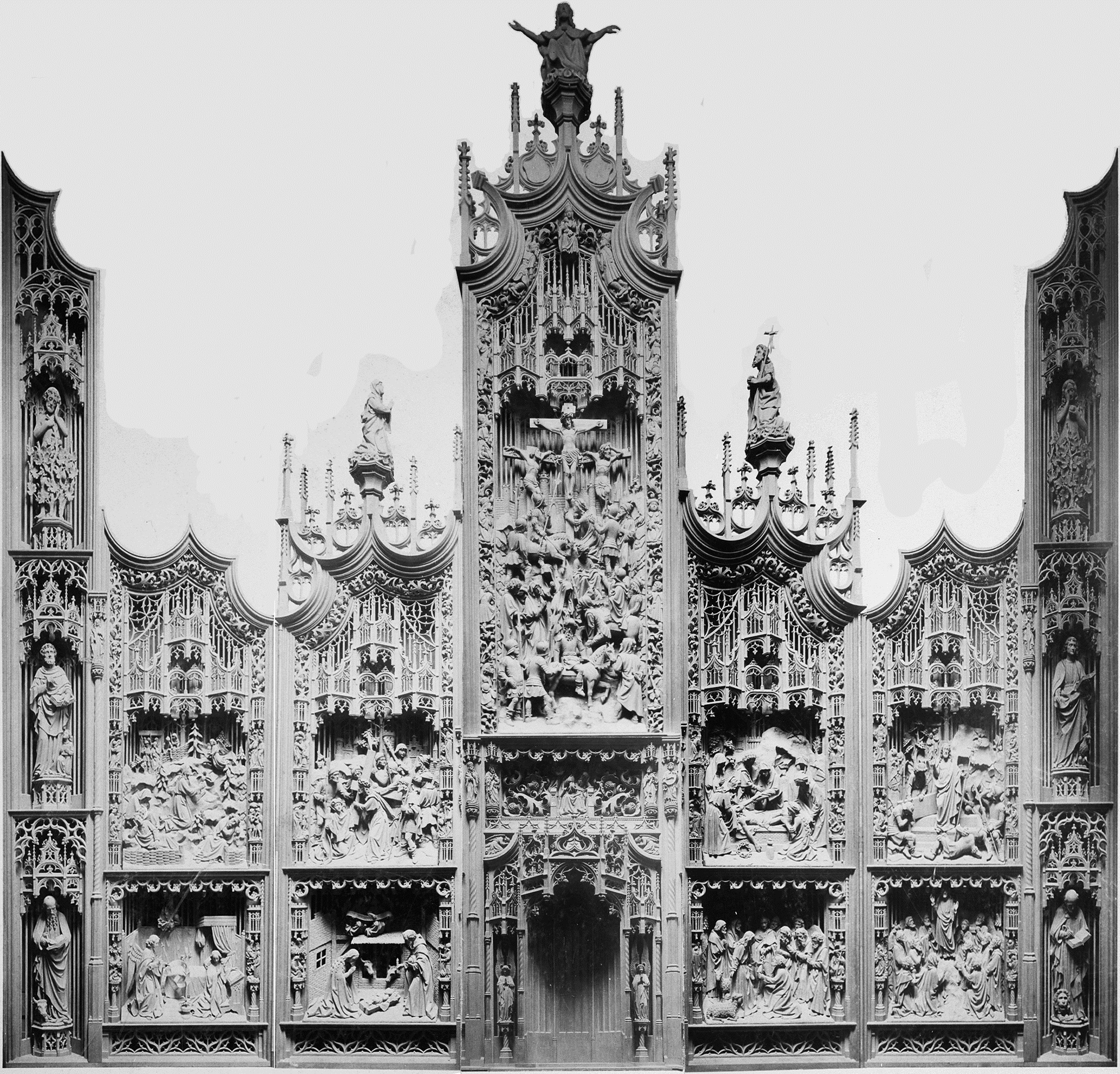
Het Retabel van Cuijk (1891-1909)
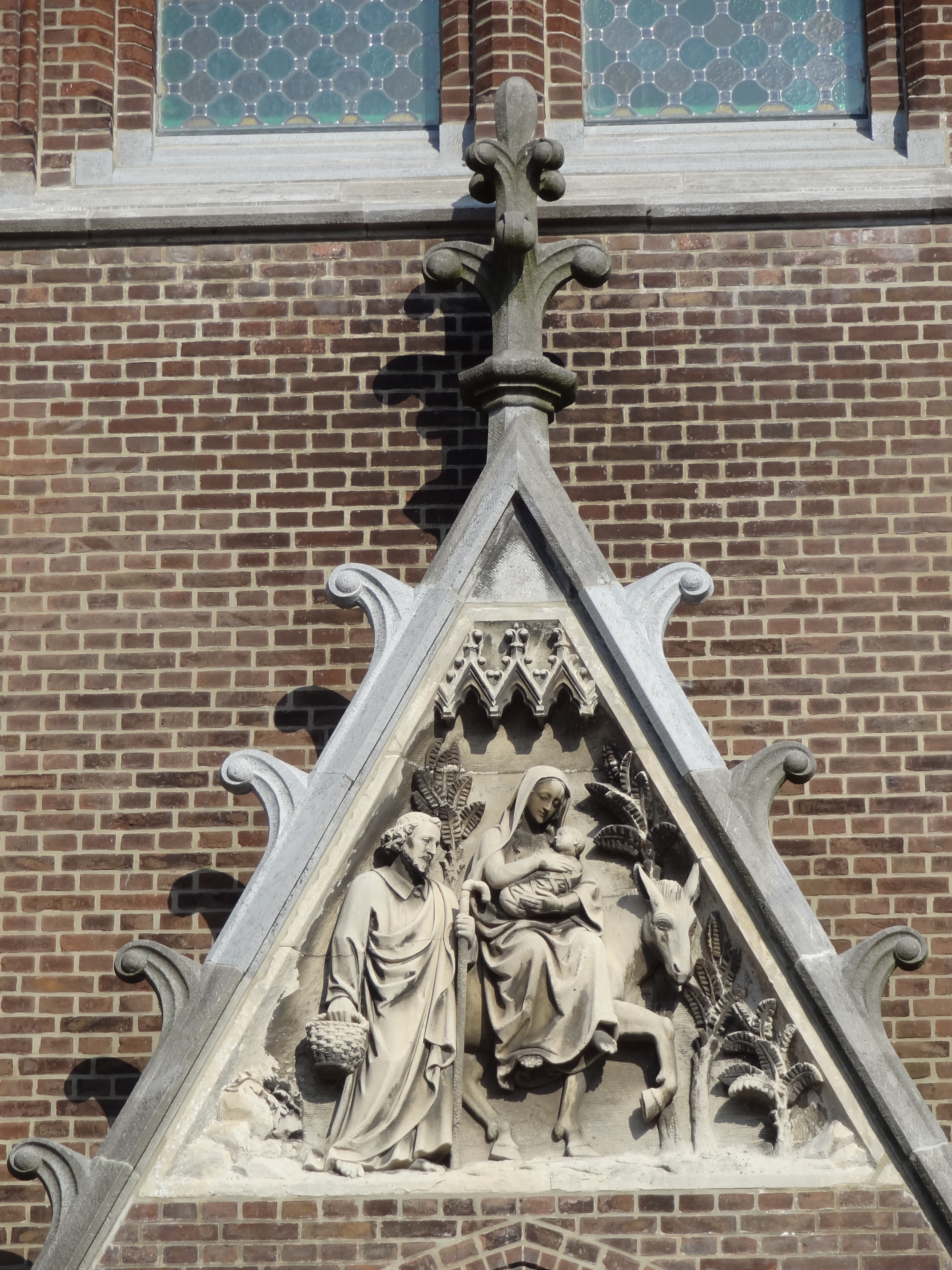
Reliëf van de Heilige Familie (1911-1913) voor de Sint-Martinuskerk (Cuijk)
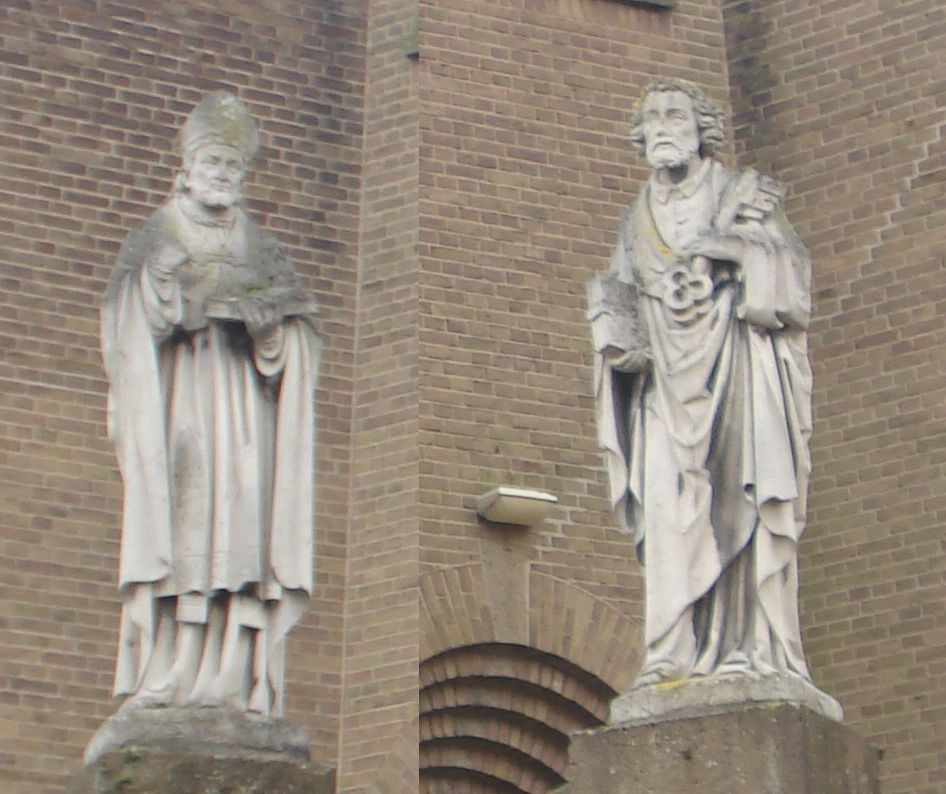
Sint Petrus en Sint Alphonsus (ca. 1924) voor de Sint-Janskerk (Waalwijk)